# 間一朗
間 一朗（はざま いちろう）は、日本のゲームクリエイター。バンダイから移籍後、スクウェア・エニックス第4ビジネスディビジョンのDE(ディビジョンエグゼクティブ)
FFの歴代タイトルのキャラが登場するゲームは、野村哲也とのやり取りがある為、窓口となっている間が所属する第4ビジネスディビジョンで開発される。

## 作風
『ファイナルファンタジー ブリゲイド』や『ピクトロジカ ファイナルファンタジー』など、スマートフォン向けソーシャルゲームを中心にプロデューサーとして関わる。一方で、前述の通り『シアトリズム ファイナルファンタジー』シリーズにおいてもプロデューサーを務め、そのインタビューの中で「ゲーム機でゲームがしたい」という意見に一定の理解を示している。
総じて、新しいナンバリングタイトルといった新規キャラクターを扱う作品ではなく、従前のキャラクターを使ったクロスオーバー型の作品に関わることが多い。